# ZVH Volleybal 2019-2020
Questa voce raccoglie le informazioni riguardanti lo ZVH Volleybal nelle competizioni ufficiali della stagione 2019-2020.

## Organigramma societario
Area direttiva
- Presidente: Joke Scheffers

Area tecnica
- Allenatore: Kristian van der Wel

## Rosa
| N° | Nome                  | Ruolo | Data di nascita   | Nazionalità sportiva |
| -- | --------------------- | ----- | ----------------- | -------------------- |
| 1  | Gianno Beij           | O     | 1992              | Paesi Bassi          |
| 2  | Chris van Mullem      | S     | 12 agosto 1992    | Paesi Bassi          |
| 3  | Bram Wiltenburg       | P     | 28 agosto 2001    | Paesi Bassi          |
| 4  | Timothy Scheffers     | P     | 4 aprile 1997     | Paesi Bassi          |
| 5  | Ludrich Inocente      | C     | 13 settembre 1996 | Paesi Bassi          |
| 6  | Ricardo Hofman        | S     | 17 luglio 1998    | Paesi Bassi          |
| 7  | Jan-Jaap Schuylenburg | C     | 1989              | Paesi Bassi          |
| 9  | Max Nieuwstad         | O     | 1998              | Paesi Bassi          |
| 10 | Benjamin Parkinson    | C     | 1997              | Paesi Bassi          |
| 11 | Cain van Hal          | S     | 1996              | Paesi Bassi          |
| 12 | Thomas van Rij        | S     | 1992              | Paesi Bassi          |
| 13 | Mika Prins            | L     | 16 agosto 1999    | Paesi Bassi          |
| 14 | Tom van Steenis       | C     | 1º marzo 1996     | Paesi Bassi          |

## Statistiche

### Statistiche di squadra
| Competizione          | Punti | In casa | In casa | In casa | In trasferta | In trasferta | In trasferta | Totale | Totale | Totale |
| Competizione          | Punti | G       | V       | P       | G            | V            | P            | G      | V      | P      |
| --------------------- | ----- | ------- | ------- | ------- | ------------ | ------------ | ------------ | ------ | ------ | ------ |
| Eredivisie            | 23    | 12      | 3       | 9       | 10           | 4            | 6            | 22     | 7      | 15     |
| Coppa dei Paesi Bassi | -     | 0       | 0       | 0       | 3            | 2            | 1            | 3      | 2      | 1      |
| Totale                | -     | 12      | 3       | 9       | 13           | 6            | 7            | 25     | 9      | 16     |